# Piet Boukema
Pieter Jan (Piet) Boukema (Veur, 19 juli 1933 - Amstelveen, 15 oktober 2007) was een Nederlandse rechtsgeleerde, rechter en politicus voor de Anti-Revolutionaire Partij (ARP).
Boukema werd geboren als zoon van een dominee. Hij studeerde rechten aan de Vrije Universiteit Amsterdam en werd na zijn afstuderen in 1961 wetenschappelijk medewerker bij deze universiteit. Hij promoveerde in 1966 op een proefschrift waarin het recht op vrijheid van meningsuiting in Nederland en in de Bondsrepubliek Duitsland met elkaar werden vergeleken, en was van 1971 tot 1976 hoogleraar staatsrecht aan de Vrije Universiteit.
Daarnaast begaf hij zich ook in de politiek. Van 1966 tot 1970 zat hij voor de ARP in de Provinciale Staten van Noord-Holland, die hij in 1970 verruilde voor de Eerste Kamer waarbinnen hij tot 1976 actief bleef.
Boukema behoorde binnen zijn partij in de jaren 1967-1968 tot de christen-radikalen, veelal jonge ARP'ers die een meer linkse partijkoers voor ogen stonden. Hij was daarom ook een van de zogeheten "spijtstemmers": ARP-leden die het jammer vonden dat hun partij in 1967 ging deelnemen aan een nieuw kabinet waaraan ook de VVD deelnam (het Kabinet-De Jong).
Vervolgens was Boukema van 1976 tot 2000 lid van de Raad van State, daarna tot 2003 lid van de Raad van State in buitengewone dienst. Hierbinnen was hij van 1990 tot 1994 voorzitter van de Afdeling rechtspraak en van 1994 tot 2000 voorzitter van de Afdeling bestuursrechtspraak, waarvan hij op 30 maart 2000 afscheid nam.
Daarnaast heeft hij diverse andere functies bekleed. Zo was hij onder andere voorzitter van de Raad voor de Journalistiek. Ook was hij gespreksleider bij een groepsgesprek dat op 4 september 1973 op Paleis Soestdijk plaatsvond ter gelegenheid van het zilveren regeringsjubileum van koningin Juliana. Eveneens onderzocht hij in 1979 samen met Jan Bank en Christiaan Justus Enschedé de affaire rond het oorlogsverleden van oudfractievoorzitter van het CDA Willem Aantjes (commissie-Enschedé). In 1982 bracht een naar hem genoemde commissie verslag uit van een onderzoek naar de houdbaarheid van een uitzendverbod van op Nederland gerichte buitenlandse omroepprogramma's.
Piet Boukema overleed op 74-jarige leeftijd.